# William Henry Pickering
ameriška
}}
William Henry Pickering, ameriški astronom, * 15. februar 1858, Boston, Massachusetts, ZDA, † 17. januar 1938, Mandeville, Jamajka.
William je bil mlajši brat Edwarda.

## Življenje in delo
Študiral je na Tehnološkem inštitutu Massachusettsa (MIT), kjer je diplomiral leta 1879.
Leta 1899 je odkril Saturnov 9. naravni satelit Fojbo na fotografskih ploščah, posnetih leto poprej 1898. Odkril je tudi njeno vzvratno gibanje, kar je bilo tedaj zares nenavadno. Leta 1905 je verjel, da je odkril deseto Saturnovo luno na ploščah, posnetih 1904. Luno je poimenoval Temis. Na žalost Temis ne obstaja.
Bil je zaposlen na Lowllovem observatoriju v Flagstaffu v Arizoni. Vodil je odprave za opazovanje Sončevih mrkov (leta 1886, 1889, 1893 in 1900) in raziskoval kraterje na Luni. Sestavil je fotografski atlas Lune Luna, Povzetek obstoječega znanja o našem satelitu (The Moon : A Summary of the Existing Knowledge of our Satellite) — New York: Doubleday, Page & Company, 1903.
Od leta 1887 do 1929 je delal na Observatoriju Kolidža Harvard (Harvard College Observatory, HCO). Pomembne so njegove fotografije neba. Posebej se je ukvarjal z opazovanjem površin planetov. Leta 1889 je prvi predlagal, da bi na gori Mount Wilson zgradili velik observatorij za opazovanje Sonca, kar se je kasneje z denarno pomočjo Carnegieve ustanove leta 1904 tudi uresničilo.
Leta 1919 je s pomočjo grafičnih postopkov na podlagi nepravilnosti leg Urana in Neptuna predvidel obstoj in položaj planeta X. Iskanje s pomočjo fotografij z Observatorija Mt. Wilson ni bilo uspešno. Deseti planet Pluton je kasneje leta 1930 v Flagstaffu odkril Tombaugh. Danes sicer vemo, da je Plutonova masa premajhna, da bi lahko bil njegov gravitacijski vpliv na Uran ali Neptun zadosten in opazljiv.
Kasneje je Pickering od leta 1924 večino časa prebil v zasebnem observatoriju v Mandevillu na Jamajki.

## Priznanja

### Poimenovanja
Udarna kraterja na Luni (Pickering) in na Marsu (Pickering) se imenujeta po njem in po bratu Edwardu. Prav tako se po bratih imenuje asteroid glavnega pasu 784 Pickeringia.